# Общество ревнителей художественного слова
Общество ревнителей художественного слова (ОРХС), также Академия стиха, Поэтическая академия, Проакадемия — литературное объединение, существовавшее в Петербурге в 1909–1914 годах (по другому источнику — возможно, до весны 1916 года). Общество сформировалось вокруг Вячеслава Иванова при журнале «Аполлон», став своеобразным продолжением литературно-философских «Ивановских сред».

## Описание

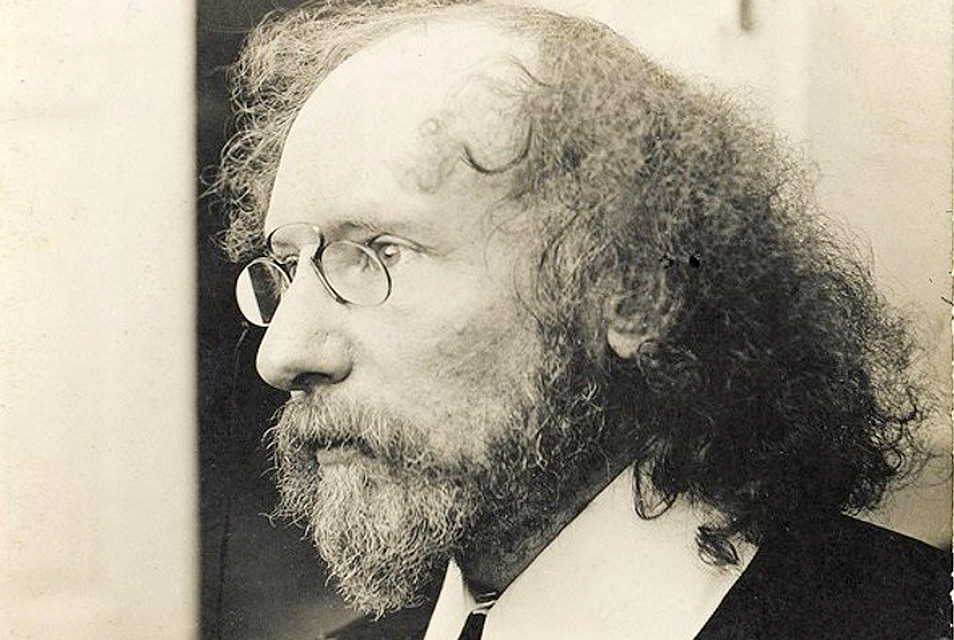
Вячеслав Иванов

Предтечей создания общества стали встречи («Проакадемия») весной 1909 года на «башне» — в квартире В.Иванова по адресу: ул. Таврическая, д.25, кв.24. На встречах, которые состоялись восемь раз, Иванов читал курс древнегреческого стихосложения молодым поэтам, среди которых присутствовали «недостаточно [по их словам] владеющие своим ремеслом» Н. С. Гумилёв, П. П. Потёмкин и А. Н. Толстой, по чьей инициативе эти встречи и были организованы.
После просьбы Гумилёва о возобновлении весенних лекций в сентябре 1909 года был проведён ряд мероприятий по организации общества, завершившихся к середине октября. Местонахождением ОРХС стала редакция журнала «Аполлон», редактор и издатель которого, С. К. Маковский, стал одним из учредителей общества. Другими организаторами выступили И. Ф. Анненский и В. И. Иванов, в первоначальный состав правления также вошли В. Я. Брюсов, М. А. Кузмин, А. А. Блок и Е. А. Зноско-Боровский.
Собрания общества проходили один или два раза месяц, с осени по весну с перерывом на лето. Это продолжалось в течение трёх сезонов. Осенью 1911 года в результате расхождения во взглядах Н. С. Гумилёв и С. М. Городецкий создали оппозиционное общество — «Цех поэтов». 18 февраля 1912 года на заседании ОРХС «цеховики» порвали с Академией стиха и весной того же года объявили о новом направлении — акмеизме.
После того как Иванов, который был в ОРХС непререкаемым авторитетом, уехал в мае 1912 года за границу более чем на год и затем переехал в Москву, деятельность общества практически прекратилась, превратившись в «Академию без Ломоносова». Попытки некоторых членов ОРХС воскресить общество первоначально не приносили успеха, и весной 1913 года Н. В. Недоброво и А. Д. Скалдин создали новый кружок («возрождение ОРХС») в противовес «Цеху поэтов» — Общество Поэтов («Физа»). Но осенью 1913 года деятельность ОРХС всё-таки удалось возродить, в новый состав совета общества вошли В. А. Чудовский и Н. С. Гумилёв. Второй период жизни общества продлился, предположительно, до весны 1916 года.
«Общество ревнителей художественного слова» было местом для выступлений и чтений для большинства писателей школы символизма, став таким образом важной частью истории русской культуры начала XX века.